# Inne miejsce (film)
Inne miejsce (ang. Another Time, Another Place) – brytyjski melodramat filmowy z 1958 roku, w reżyserii Lewisa Allena na podstawie powieści Leonore Coffee pt. Weep No More. W rolach głównych wystąpili: Sean Connery, Lana Turner, Barry Sullivan oraz Glynis Johns.
Podczas kręcenia filmu, partner Lany Turner, Johnny Stompanato (gangster i współpracownik Mickeya Cohena), wszczął awanturę na planie filmowym z powodu plotek w mediach, które nagłośniły rzekomy romans Turner z Connerym (w rzeczywistości był to filmowy chwyt reklamowy). Kiedy Stompanato próbował dorwać się na planie do Turner, powstrzymał go Connery. Aktor najpierw wykręcił mu rękę, a później go pobił.

## Fabuła
Sara Scott jest amerykańską reporterką pracującą podczas II wojny światowej w Londynie, w którym poznaje młodego dziennikarza Marka Trevora i oboje zakochują się w sobie. Pomimo propozycji małżeństwa złożonej Sarze przez jej szefa Cartera Reynoldsa, kobieta wybiera Trevora. Okazuje się jednak, że młody reporter jest żonaty i ma dziecko. Para rozstaje się, ale później decydują się powrócić do siebie.
W wyniku katastrofy samolotowej umiera Mark, przez co Sara przechodzi załamanie psychiczne i przez kilka miesięcy przebywa w sanatorium. Po wyjściu z zakładu, Carter przekonuje Sarę do wyjazdu do Nowego Jorku; przez opuszczeniem Europy reporterka odwiedza rodzinną miejscowość Marka i zamieszkuje u wdowy po nim – Kay. W końcu Sara mówi Kay o związku z Trevorem, i w konsekwencji wdowa wygania Sarę z domu. Tuż przed odjazdem Sary, obie panie dochodzą do porozumienia i godzą się ze sobą.

## Obsada
- Sean Connery jako Mark Trevor
- Lana Turner jako Sara Scott
- Barry Sullivan jako Carter Reynolds
- Glynis Johns jako Kay Trevor
- Terence Longdon jako Alan Thompson
- Sid James jako Jake Klein
- Martin Stephens jako Brian Trevor
- Doris Hare jako Mrs. Bunker
- Julian Somers jako menadżer hotelu
- John Le Mesurier jako Aldridge
- Cameron Hall jako Alfy
- Robin Bailey jako Barnes